# Bobi Tsankov
Boris Tsankov, zis „Bobi” (n. 12 august 1979, Sofia, Republica Populară Bulgaria – d. 4 ianuarie 2010, Sofia, Bulgaria), a fost un jurnalist și om de radio bulgar, care a fost ucis la Sofia în circumstanțe neclare.
A fost o persoană controversată. A fost arestat în 2003 fiind învinuit de fraudă, iar în 2006 a fost condamnat. A condus o emisiune radiofonică la Viva Radio. În septembrie 2009, el a început să publice o serie de articole în tabloidul „Weekend” despre personalitățile lumii interlope din regiune. În același timp, el susținea că este apropiat de unii din capii mafiei din Bulgaria. În noiembrie 2009 a publicat Secrets of the Mobsters, descris ca fiind un thriller autobiografic, care de fapt, potrivit poliției, era un amestec de istorisiri adevărate și ficțiune.
La viața sa s-a atentat pentru prima dată în 2004, când în fața casei lui a explodat o bombă. Șase ani mai târziu, la 5 ianuarie 2010, el a fost împușcat mortal în centrul Sofiei, în plină zi, de doi oameni înarmați. Avea 30 de ani. În urma atentatului au fost răniți alți doi bărbați; potrivit ziarului „Dnevnik”, aceștia erau gărzile sale de corp, în timp ce poliția a declarat că ei erau clienți ai unui birou de avocați pe care Tsankov îl vizitase.
Asasinatul a fost condamnat de Directorul general al UNESCO Irina Bokova și membra Comitetului pentru protecția jurnaliștilor Nina Ognianova. Mark Gray, purtător de cuvânt al Comisiei Europene, și EurActiv au remarcat că atacurile cu arme de foc reprezintă o problemă gravă în Bulgaria.
Interlopul Krasimir Marinov a fost arestat și acuzat de instigare la crimă, dar ulterior a fost eliberat. Autoritățile îl căutau și pe fratele acestuia, Nikolai Marinov. A mai fost reținut și un oarecare Stefan Bonev. Cu toate acestea, motivul asasinării rămâne neclar: acesta ar putea fi legat de articolele publicate sau de frauda pentru care a fost acuzat.